# Lella Lombardi
Lella Lombardi (Frugarolo, 26 de Março de 1941 – Milão, 3 de Março de 1992) foi uma das poucas mulheres automobilistas italianas de Fórmula 1.

## Carreira
Lella começou sua carreira em meados dos anos 1960, no turismo local, corridas de carros e comícios, dirigindo para a Escuderia Moroni of Lodi. Em 1968 mudou-se para corridas de circuito, competindo na Fórmula 875-Monza, ganhando sua terceira corrida da história. A piloto progrediu através de Fórmulas Júnior no mercado interno, obteve êxito e em 1970 terminou em 3º o Campeonato Italiano de Fórmula Ford. Ela terminou em 10º o Campeonato Italiano de Fórmula 3, em 1972 dirigindo um Jolly Club.
Sua estreia na Fórmula 1 foi no GP da Grã-Bretanha de 1974, pela equipe Brabham. No ano de 1975 Lella disputou 12 das 14 provas da temporada. No GP da Espanha, ela conquistou a melhor colocação de uma mulher na categoria, com a 6º posição que lhe valeu 0.5 ponto1. Até hoje, Lella é a única mulher a marcar ponto na categoria.
Em 1976, após falhar ao tentar se classificar para a corrida de abertura da temporada no Brasil, ela foi substituída pelo sueco Ronnie Peterson. Ainda em 1976, ela fez três tentativas com um Brabham pela equipe RAM, mas não teve sucesso. O que marcou sua saída da Fórmula 1. Entretanto, naquele ano Lella fez história junto à Divina Galica no Grande Prêmio da Grã-Bretanha, o único na história em que duas mulheres estavam inscritas, porém ambas não se classificaram.
Após sua saída da F1 ela teve uma carreira de sucesso com carros de turismo e até participou de uma corrida da NASCAR em Daytona em 1977. Lella obteve considerável sucesso com Giorgio Francia em Osella e mais tarde com o Alfa Romeo GTV6. Ela continuou a correr no final dos anos 1980 quando foi diagnosticada com câncer. Ela faleceu por conta do câncer de mama aos 50 anos de idade.

### Fórmula 1
(Legenda)
| Ano  | Equipe                     | Chassi        | Motor                | 1        | 2   | 3         | 4        | 5        | 6         | 7         | 8        | 9        | 10        | 11       | 12       | 13        | 14        | 15  | 16  | Pontos | Posição  |
| ---- | -------------------------- | ------------- | -------------------- | -------- | --- | --------- | -------- | -------- | --------- | --------- | -------- | -------- | --------- | -------- | -------- | --------- | --------- | --- | --- | ------ | -------- |
| 1974 | Allied Polymer Group       | Brabham BT42  | Ford Cosworth DFV V8 | ARG      | BRA | RSA       | ESP      | BEL      | MON       | SWE       | NED      | FRA      | GBR NQ G  | GER      | AUT      | CAN       | ITA       | EUA |     | 0      | NC (59º) |
| 1975 | March Engineering          | March 741     | Ford Cosworth DFV V8 | ARG      | BRA | RSA Ret G |          |          |           |           |          |          |           |          |          |           |           |     |     | 0.5    | 21º      |
| 1975 | Lavazza March              | March 751     | Ford Cosworth DFV V8 | ARG      | BRA |           | ESP 61 G | MON NQ G | BEL Ret G | SWE Ret G | NED 14 G | FRA 18 G | GBR Ret G | GER 7 G  | AUT 17 G | ITA Ret G |           |     |     | 0.5    | 21º      |
| 1975 | Frank Williams Racing Cars | Williams FW04 | Ford Cosworth DFV V8 | ARG      | BRA |           |          |          |           |           |          |          |           |          |          |           | USA DNS G |     |     | 0.5    | 21º      |
| 1976 | Lavazza March              | March 761     | Ford Cosworth DFV V8 | BRA 14 G | RSA | USW       | ESP      | BEL      | MON       | SWE       | FRA      |          |           |          | NED      | ITA       | CAN       | EUA | JAP | 0      | NC (36º) |
| 1976 | RAM Racing                 | Brabham BT44B | Ford Cosworth DFV V8 |          | RSA | USW       | ESP      | BEL      | MON       | SWE       | FRA      | GBR NQ G | GER NQ G  | AUT 12 G | NED      | ITA       | CAN       | EUA | JAP | 0      | NC (36º) |

- ↑1  Prova prevista para ter 75 voltas, mas interrompida na volta 29 por causa do acidente de Rolf Stommelen. Como o número de voltas foi encerrada antes de 75% da distância programada, foi atribuído metade dos pontos.[6]

### 24 Horas de Le Mans[7]
| Ano  | Equipe                | Nº | Co-Pilotos              | Chassi                     | Pneus | Classe | Voltas | Posição Geral | Posição Na Categoria |
| Ano  | Equipe                | Nº | Co-Pilotos              | Motor                      | Pneus | Classe | Voltas | Posição Geral | Posição Na Categoria |
| ---- | --------------------- | -- | ----------------------- | -------------------------- | ----- | ------ | ------ | ------------- | -------------------- |
| 1975 | Elf Switzerland       | 26 | Marie-Claude Charmasson | Renault-Alpine A441        | M     | S 2.0  | 20     | DNF           | DNF                  |
| 1975 | Elf Switzerland       | 26 | Marie-Claude Charmasson | Renault 2.0L V6            | M     | S 2.0  | 20     | DNF           | DNF                  |
| 1976 | Aseptogyl             | 3  | Christine Dacremont     | Lancia Stratos             | M     | GTP    | 265    | 20º           | 2º                   |
| 1976 | Aseptogyl             | 3  | Christine Dacremont     | Ferrari Dino 2.4L Turbo V6 | M     | GTP    | 265    | 20º           | 2º                   |
| 1977 | Inaltera              | 2  | Christine Beckers       | Inaltera LM77              | G     | S +2.0 | 279    | 11º           | 4º                   |
| 1977 | Inaltera              | 2  | Christine Beckers       | Ford Cosworth DFV 3.0L V8  | G     | S +2.0 | 279    | 11º           | 4º                   |
| 1980 | Scuderia Torino Corse | 28 | Mark Thatcher           | Osella PA8                 | P     | S 2.0  | 157    | DNF           | DNF                  |
| 1980 | Scuderia Torino Corse | 28 | Mark Thatcher           | BMW M12 2.0L I4            | P     | S 2.0  | 157    | DNF           | DNF                  |